# Jennifer Innis
Jennifer Innis (đôi khi được phát âm là Inniss; sinh ngày 21 tháng 11 năm 1959) là một cựu vận động viên chạy nước rút và nhảy xa của Guyan và Mỹ. Cô đã tham gia cuộc thi nhảy 100 mét nữ và nhảy xa nữ tại Thế vận hội Mùa hè năm 1980. Cô là một người lọt vào chung kết trong môn nhảy xa Giải vô địch thế giới năm 1983, và đứng thứ mười một. Trong ba mươi năm, cô giữ kỷ lục quốc gia Guyan trong bộ môn chạy 100 mét nữ với thời gian là 11,26 giây cho đến khi bị vượt qua bởi nữ vận động viên Brenessa Thompson vào năm 2017 với thành tích 11,14 giây.
Cô là người mẫu cho bức tượng đồng nữ được đặt bên ngoài Đấu trường Los Angeles do nhà điêu khắc Robert Graham thực hiện phục vụ cho Thế vận hội Olympic mùa hè năm 1984. Cô đã tham gia cuộc thi nhảy xa tại Thế vận hội Mùa hè năm 1984.
Sau đó, Innis đại diện cho Hoa Kỳ tại Thế vận hội Pan American 1987, giành huy chương bạc trong môn nhảy xa. Tại giải vô địch thế giới năm 1987, cô đững thứ bảy. Tại Giải vô địch trong nhà thế giới năm 1989, cô đứng thứ tám.
Tại Thế vận hội thiện chí năm 1990 tại Seattle, sự kiện quốc tế cuối cùng của cô, cô đã đứng thứ năm trong môn nhảy xa.